# Sonderaktion 1005

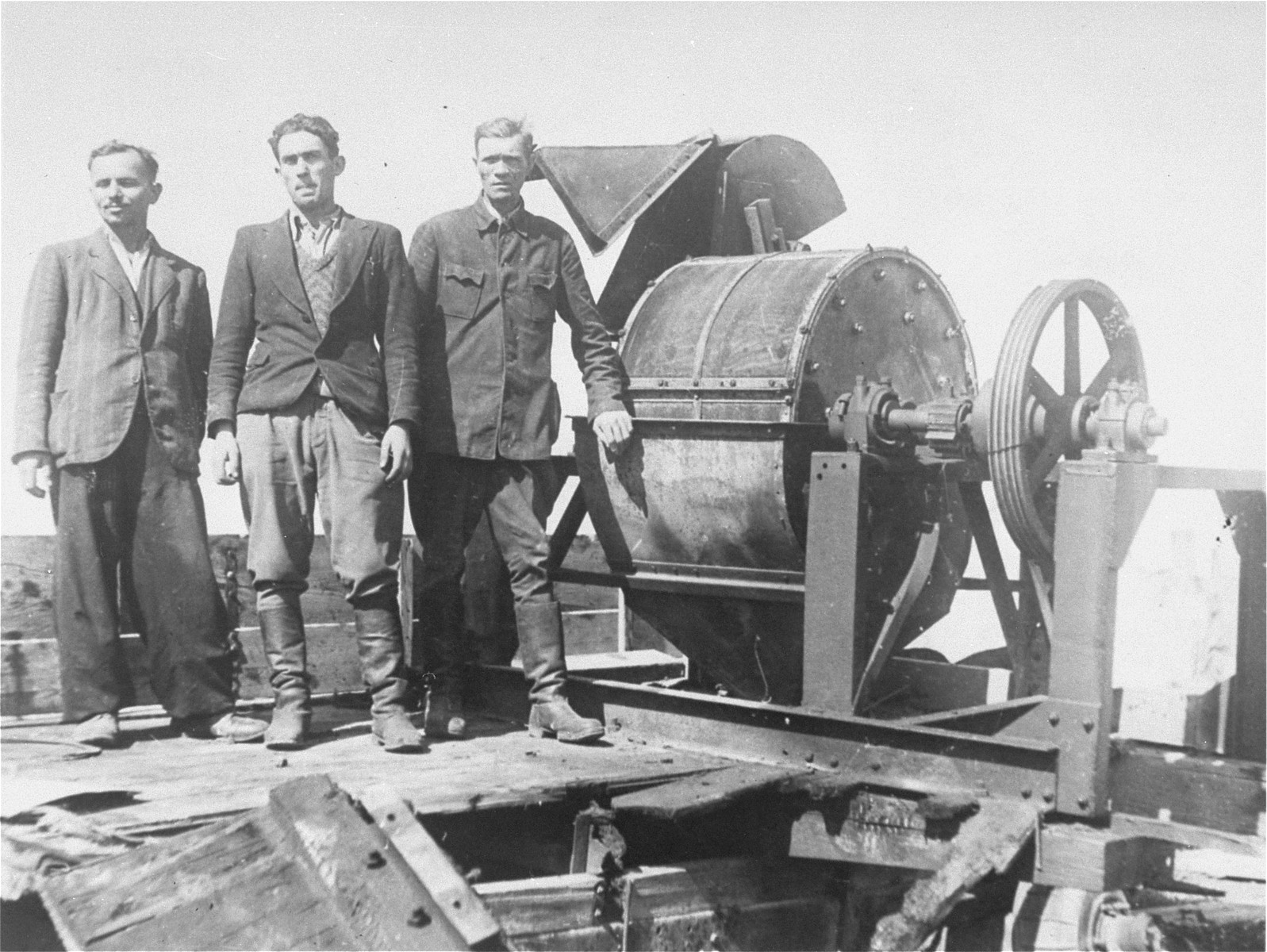
Membros de uma unidade Sonderkommando 1005 posam próximos a uma máquina esmagadora de ossos no campo de concentração de Janowska, Polônia (junho de 1943 – outubro de 1943)

Sonderaktion 1005, também chamado de Aktion 1005 ou Enterdungsaktion (em português: "ação de exumação") foi uma operação conduzida durante a Segunda Guerra Mundial para esconder evidências de que milhões de pessoas haviam sido assassinadas pela Alemanha Nazista durante a Operação Reinhardt na Polônia ocupada.
Com a progressão da guerra, a operação foi posteriormente utilizada para ocultar evidências dos massacres cometidos pelos esquadrões da morte SS-Einsatzgruppen, que mataram centenas de milhares de civis judeus, romenos e russos na Europa Oriental.

## Visão geral
A operação, conduzida em extremo segredo entre 1942 e 1943, utilizou prisioneiros de campos de concentração para exumar covas coletivas e cremar os corpos. Esses grupos de trabalho foram chamados de Leichenkommandos ("unidades de cadáveres") e foram todos parte integrante do  Sonderkommando 1005. Os prisioneiros eram frequentemente acorrentados para evitar que escapassem. A Aktion foi administrada por esquadrões selecionados das Sicherheitsdienst e Ordnungspolizei.

## História
Em março de 1942, o SS-Obergruppenführer Reinhard Heydrich e o SS-Standartenführer Paul Blobel foram colocados no comando da Aktion 1005. O início da operação, no entanto, foi adiado após Heydrich ser assassinado em junho daquele ano por agentes checos da SOE na Operação Anthropoid. Demoraria mais um mês para que o SS-Gruppenführer Heinrich Müller, chefe da Gestapo, finalmente repassasse a Blobel suas ordens. Apesar do principal objetivo ser a eliminação de evidências do extermínio de judeus, a Aktion 1005 incluiu também vítimas não-judaicas dos Einsatzgruppen nazistas.
Blobel iniciou seu trabalho com experimentos em Chełmno, mas a tentativa de usar bombas incendiárias para destruir corpos exumados provou-se mal-sucedida, pois as armas espalharam fogo pelas florestas da região. O método mais prático eventualmente encontrado foi utilizar piras gigantes feitas em grelhas de ferro. O método envolvia empilhar camadas alternadas de cadáveres e lenha em estruturas feitas de trilhos de estrada de ferro. Posteriormente, os fragmentos de osso restantes poderiam ser triturados em uma máquina de moagem e então sepultados novamente em buracos.
A operação começou oficialmente no campo de extermínio de Sobibor. O Leichenkommando exumou os corpos enterrados em covas coletivas em torno do campo e então os queimou. Cumprida a tarefa, os trabalhadores foram executados. O processo dirigiu-se para Bełżec em dezembro de 1942. Por Auschwitz e Belsen possuírem instalações crematórias, o trabalho dos grupos da Aktion 1005 nestes campos não foi necessário. A operação prosseguiu então em Bełżec e Treblinka.
A Aktion 1005 passou também pelos locais de antigos massacres, como Babi Yar, Ponary e IX Forte. Em 1944, com o avanço das tropas soviéticas, o SS-Obergruppenführer Wilhelm Koppe, comandante da Reichsgau Wartheland, ordenou que cada um dos cinco distritos do Governo Geral organizasse suas próprias unidades Aktion 1005 para dar início à "limpeza" de covas coletivas. As operações não foram inteiramente bem-sucedidas, pois o Exército Vermelho tomou muitas das localidades antes que elas pudessem passar pelo procedimento.

## Consequências

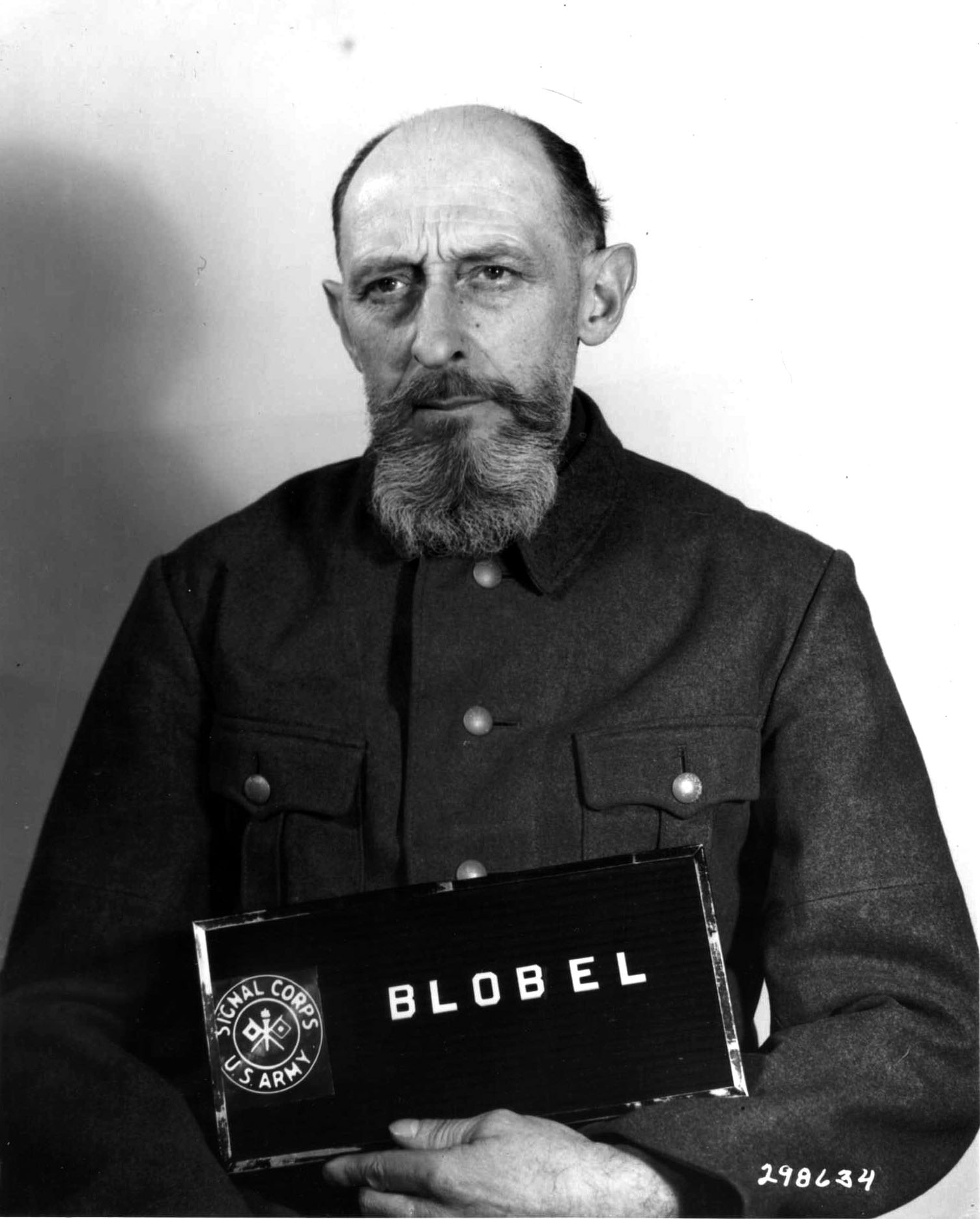
Paul Blobel em 1948

Nos Julgamentos de Nuremberg, um suplente de Adolf Eichmann chamado SS-Hauptsturmführer Dieter Wisliceny deu o seguinte testemunho a respeito da Aktion 1005:
| “ | Em novembro de 1942, no escritório de Eichmann em Berlim, conheci o Standartenfuehrer Plobel [sic], líder do Kommando 1005, que fora especialmente designado a remover todos os traços da solução final (extermínio) do problema judeu por grupos Einsatz e todas as outras execuções. O Kommando 1005 operou aproximadamente entre o outono de 1942 e setembro de 1944 e por todo este período era subordinado a Eichmann. A missão foi constituída depois de tornar-se aparente que a Alemanha não seria capaz de assegurar todo o território ocupado a oeste, e foi considerado necessário remover todos os traços das execuções criminosas que haviam sido cometidas. Enquanto em Berlim em novembro de 1943, Plobel [sic] deu uma palestra perante a equipe de especialistas de Eichmann dedicada à questão judaica em territórios ocupados. Ele falou dos incineradores especiais que construíra pessoalmente para utilização nos trabalhos do Kommando 1005. Era tarefa especial de seu grupo abrir as covas e remover e cremar os corpos de pessoas anteriormente executadas. O Kommando 1005 operou na Rússia, Polônia e na região dos Bálcãs. Encontrei-me novamente com Plobel [sic] na Hungria em 1944, e ele assegurou a Eichmann em minha presença que a missão do Kommando 1005 fora completada. | ” |

Blobel foi sentenciado à morte pelo Tribunal Militar de Nuremberg no Julgamento do Einsatzgruppen. Ele foi enforcado na Prisão de Landsberg em 8 de junho de 1951. Aproximadamente 60,000 mortes foram atribuídas a Blobel, apesar de, durante o julgamento, ele alegar que matou "apenas" de 10,000 a 15,000 pessoas.